# Mount Vernon (Oregon)
Mount Vernon – miasto w Stanach Zjednoczonych, w stanie Oregon, w hrabstwie Grant.